# Singoli al numero uno nella Billboard Hot 100 nel 1982
La Billboard Hot 100 è la classifica dei singoli più venduti negli Stati Uniti d'America redatta dal magazine Billboard.

## HOT 100

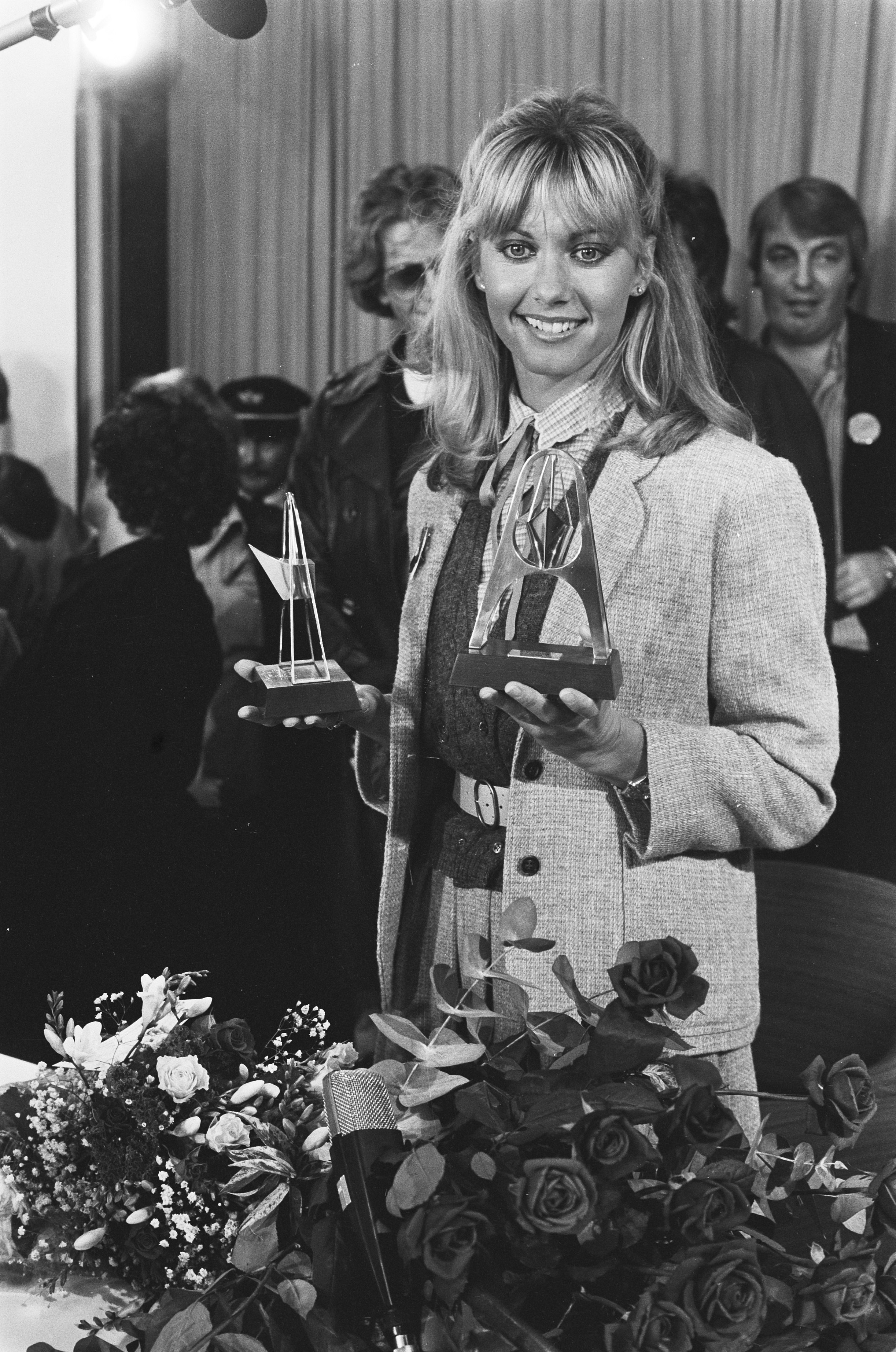
Olivia Newton-John mantenne la vetta della classifica con il singolo Physical per un periodo di dieci settimane consecutive tra la fine del 1981 e l'inizio del 1982.

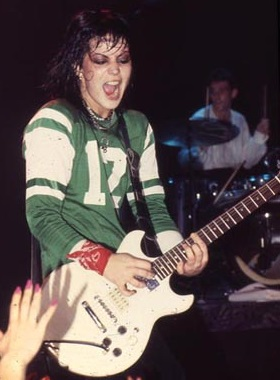
Joan Jett trascorse sette settimane consecutive al primo posto con I Love Rock 'n' Roll.

| la canzone contrassegnata con lo sfondo giallo si è aggiudicata il titolo di singolo #1 nella classifica cumulativa di fine anno del 1982 di Billboard. |

| Data di Pubblicazione | Canzone                           | Artista                          | Fonte  |
| --------------------- | --------------------------------- | -------------------------------- | ------ |
| 2 Gennaio             | "Physical"                        | Olivia Newton-John               | [ 1 ]  |
| 9 Gennaio             | "Physical"                        | Olivia Newton-John               | [ 2 ]  |
| 16 Gennaio            | "Physical"                        | Olivia Newton-John               | [ 3 ]  |
| 23 Gennaio            | "Physical"                        | Olivia Newton-John               | [ 4 ]  |
| 30 Gennaio            | "I Can't Go for That (No Can Do)" | Daryl Hall and John Oates        | [ 5 ]  |
| 6 Febbraio            | "Centerfold"                      | The J. Geils Band                | [ 6 ]  |
| 13 Febbraio           | "Centerfold"                      | The J. Geils Band                | [ 7 ]  |
| 20 Febbraio           | "Centerfold"                      | The J. Geils Band                | [ 8 ]  |
| 27 Febbraio           | "Centerfold"                      | The J. Geils Band                | [ 9 ]  |
| 6 Marzo               | "Centerfold"                      | The J. Geils Band                | [ 10 ] |
| 13 Marzo              | "Centerfold"                      | The J. Geils Band                | [ 11 ] |
| 20 Marzo              | "I Love Rock 'n' Roll"            | Joan Jett and the Blackhearts    | [ 12 ] |
| 27 Marzo              | "I Love Rock 'n' Roll"            | Joan Jett and the Blackhearts    | [ 13 ] |
| 3 Aprile              | "I Love Rock 'n' Roll"            | Joan Jett and the Blackhearts    | [ 14 ] |
| 10 Aprile             | "I Love Rock 'n' Roll"            | Joan Jett and the Blackhearts    | [ 15 ] |
| 17 Aprile             | "I Love Rock 'n' Roll"            | Joan Jett and the Blackhearts    | [ 16 ] |
| 24 Aprile             | "I Love Rock 'n' Roll"            | Joan Jett and the Blackhearts    | [ 17 ] |
| 1 Maggio              | "I Love Rock 'n' Roll"            | Joan Jett and the Blackhearts    | [ 18 ] |
| 8 Maggio              | "Chariots of Fire"                | Vangelis                         | [ 19 ] |
| 15 Maggio             | "Ebony and Ivory"                 | Paul McCartney and Stevie Wonder | [ 20 ] |
| 22 Maggio             | "Ebony and Ivory"                 | Paul McCartney and Stevie Wonder | [ 21 ] |
| 29 Maggio             | "Ebony and Ivory"                 | Paul McCartney and Stevie Wonder | [ 22 ] |
| 5 Giugno              | "Ebony and Ivory"                 | Paul McCartney and Stevie Wonder | [ 23 ] |
| 12 Giugno             | "Ebony and Ivory"                 | Paul McCartney and Stevie Wonder | [ 24 ] |
| 19 Giugno             | "Ebony and Ivory"                 | Paul McCartney and Stevie Wonder | [ 25 ] |
| 26 Giugno             | "Ebony and Ivory"                 | Paul McCartney and Stevie Wonder | [ 26 ] |
| 3 Luglio              | "Don't You Want Me"               | The Human League                 | [ 27 ] |
| 10 Luglio             | "Don't You Want Me"               | The Human League                 | [ 28 ] |
| 17 Luglio             | "Don't You Want Me"               | The Human League                 | [ 29 ] |
| 24 Luglio             | "Eye of the Tiger"                | Survivor                         | [ 30 ] |
| 31 Luglio             | "Eye of the Tiger"                | Survivor                         | [ 31 ] |
| 7 Agosto              | "Eye of the Tiger"                | Survivor                         | [ 32 ] |
| 14 Agosto             | "Eye of the Tiger"                | Survivor                         | [ 33 ] |
| 21 Agosto             | "Eye of the Tiger"                | Survivor                         | [ 34 ] |
| 28 Agosto             | "Eye of the Tiger"                | Survivor                         | [ 35 ] |
| 4 Settembre           | "Abracadabra"                     | Steve Miller Band                | [ 36 ] |
| 11 Settembre          | "Hard to Say I'm Sorry"           | Chicago                          | [ 37 ] |
| 18 Settembre          | "Hard to Say I'm Sorry"           | Chicago                          | [ 38 ] |
| 25 Settembre          | "Abracadabra"                     | Steve Miller Band                | [ 39 ] |
| 2 Ottobre             | "Jack & Diane"                    | John Cougar                      | [ 40 ] |
| 9 Ottobre             | "Jack & Diane"                    | John Cougar                      | [ 41 ] |
| 16 Ottobre            | "Jack & Diane"                    | John Cougar                      | [ 42 ] |
| 23 Ottobre            | "Jack & Diane"                    | John Cougar                      | [ 43 ] |
| 30 Ottobre            | "Who Can It Be Now?"              | Men at Work                      | [ 44 ] |
| 6 Novembre            | "Up Where We Belong"              | Joe Cocker and Jennifer Warnes   | [ 45 ] |
| 13 Novembre           | "Up Where We Belong"              | Joe Cocker and Jennifer Warnes   | [ 46 ] |
| 20 Novembre           | "Up Where We Belong"              | Joe Cocker and Jennifer Warnes   | [ 47 ] |
| 27 Novembre           | "Truly"                           | Lionel Richie                    | [ 48 ] |
| 4 Dicembre            | "Truly"                           | Lionel Richie                    | [ 49 ] |
| 11 Dicembre           | "Mickey"                          | Toni Basil                       | [ 50 ] |
| 18 Dicembre           | "Maneater"                        | Daryl Hall and John Oates        | [ 51 ] |
| 25 Dicembre           | "Maneater"                        | Daryl Hall and John Oates        | [ 52 ] |